# Championnat de France féminin de rugby à XV de 1re division fédérale 2020-2021
Navigation
Fédérale 1 féminine 2019-2020 Fédérale 1 féminine 2021-2022
Le championnat de France féminin de rugby à XV de 1re division fédérale 2020-2021 voit s'affronter 36 équipes réparties dans 4 poules de 9.
Le 29 octobre 2020, la FFR annonce la suspension de la compétition en novembre et décembre 2020, en raison de l'entrée en vigueur du deuxième confinement, ainsi que l'annulation des phases finales afin de permettre l'opportunité de finir la compétition à l'issue de la saison.
Le 26 février 2021, la FFR annonce l'arrêt définitif des compétitions amateurs et le gel des montées et des descentes pour tous les niveaux.

## Règlement

### Participants
Le championnat est disputé par 36 équipes qui se dénombrent de la façon suivante :
- 2 équipes reléguées du championnat de France d'Élite 2;
- 30 équipes issues du championnat de France de Fédérale 1 lors de la saison précédente ;
- 4 équipes promues de championnat de France de Fédérale 2.

### Organisation
Les équipes invitées à participer au championnat sont réparties dans 4 poules de 9 clubs établies selon un critère d’optimisation géographique assurant une répartition des équipes réserves d'Élite (un minimum de 3 par poule). Les équipes de chaque poule sont opposées lors de matchs « aller » et « retour ».
À partir de cette saison, les phases finales pour les équipes « réserve » et les équipes « une » sont séparées :
- Les deux équipes « une » les mieux classées de chaque poule sont qualifiées pour la phase finale qui débute en quart-de-finale. À l'issue de cette phase finale, les deux associations finalistes seront promues en Élite 2, le vainqueur étant sacré champion de France de Fédérale 1 Féminine[3].
- Les deux équipes « réserve » les mieux classées de chaque poule sont qualifiées pour le challenge fédéral des équipes « réserve » qui débute également en quart-de-finale. Le vainqueur de la finale remporte le challenge fédéral des équipes « réserve », ce qui constitue un titre honorifique et non un titre de champion de France[3].

Les équipes classées à la 9e place de chaque poule sont reléguées en Fédérale 2 féminine.

## Saison régulière

### Poule 1
| \| Lille MRCV Besançon Dole Auxonne XV CR Illkirch-Graffenstaden Nancy Seichamps Rugby \| Localisation des clubs engagés dans la poule (hors Île-de-France). |
| Lille MRCV Besançon Dole Auxonne XV CR Illkirch-Graffenstaden Nancy Seichamps Rugby                                                                          |

| \| AC Bobigny 93 Union des Bords de Marne Stade français SCUF / PORC Rueil AC \| Localisation des clubs franciliens engagés dans la poule. |
| AC Bobigny 93 Union des Bords de Marne Stade français SCUF / PORC Rueil AC                                                                 |

| Ville(s) | Club                                             | Saison 2019-2020 |
| --- | ------------------------------------------------ | ---------------- |
| Bobigny | AC Bobigny 93 rugby (équipe réserve)             | 2e, poule 1      |
| Besançon, Dole et Auxonne                                                                                        | Besançon Dole Auxonne XV                         | 4e, poule 2      |
| Fontenay-sous-Bois, Le Perreux-sur-Marne, Nogent-sur-Marne, Villiers-sur-Marne, Joinville-le-Pont, Bry-sur-Marne | Union des Bords de Marne                         | 7e, poule 1      |
| Illkirch-Graffenstaden                                                                                           | CR Illkirch Graffenstaden                        | 7e, poule 2      |
| Lille, Villeneuve-d'Ascq                                                                                         | Lille Métropole RC villeneuvois (équipe réserve) | 1er, poule 1     |
| Nancy et Seichamps                                                                                               | Nancy Seichamps rugby                            | 8e, poule 2      |
| Paris | Rassemblement SCUF et Paris olympique RC         | 6e, poule 1      |
| Paris | Stade français Paris (équipe réserve)            | 3e, poule 1      |
| Rueil-Malmaison                                                                                                  | Rueil AC                                         | 8e, poule 1      |

- : Qualifiés pour les phases finales
- : Promu en Élite 2 2021-2022
- : Relégué en 2e division fédérale 2021-2022

Classement
1. - AC Bobigny 93 rugby (équipe réserve)
2. - Besançon Dole Auxonne XV
3. - Union des Bords de Marne
4. - CR Illkirch Graffenstaden
5. - Lille Métropole RC villeneuvois (équipe réserve)
6. - Nancy Seichamps rugby
7. - Stade français Paris (équipe réserve)
8. - Rassemblement SCUF et Paris olympique RC
9. - Rueil AC

### Poule 2
| \| Violettes bressanes CS Bourgoin-Jallieu SO Chambéry FC Grenoble Grenoble UC Lyon OU Montpellier RC RC Nîmes RC Toulon \| Localisation des clubs engagés dans la poule. |
| Violettes bressanes CS Bourgoin-Jallieu SO Chambéry FC Grenoble Grenoble UC Lyon OU Montpellier RC RC Nîmes RC Toulon                                                     |

| Ville(s)                       | Club                                                             | Saison 2019-2020 |
| ------------------------------ | ---------------------------------------------------------------- | ---------------- |
| Bourg-en-Bresse et Coligny     | Rassemblement Violettes bressanes et Entente Saint Amour Coligny | 9e, poule 2      |
| Bourgoin-Jallieu               | Club sportif Bourgoin-Jallieu rugby                              | Fédérale 2       |
| Chambéry, Ugine et Albertville | Rassemblement SO Chambéry et SO Ugine Albertville                | 5e, poule 2      |
| Grenoble                       | FC Grenoble (équipe réserve)                                     | 3e, poule 2      |
| Grenoble                       | Grenoble Université Club                                         | 6e, poule 2      |
| Lyon                           | Lyon olympique universitaire rugby (équipe réserve)              | 2e, poule 2      |
| Montpellier                    | Montpellier rugby club (équipe réserve)                          | 5e (Élite 2)     |
| Nîmes                          | Rugby club nîmois                                                | 5e, poule 3      |
| Toulon                         | Rugby club toulonnais                                            | 8e, poule 3      |

- : Qualifiés pour les phases finales
- : Promu en Élite 2 2021-2022
- : Relégué en 2e division fédérale 2021-2022

Classement
1. - Rassemblement Violettes bressanes et Entente Saint Amour Coligny
2. - CS Bourgoin-Jallieu
3. - Rassemblement SO Chambéry et SO Ugine Albertville
4. - FC Grenoble (équipe réserve)
5. - Grenoble Université Club
6. - Lyon olympique universitaire rugby (équipe réserve)
7. - Montpellier rugby club (équipe réserve)
8. - Rugby club nîmois
9. - Rugby club toulonnais

### Poule 3
| \| AS Bayonne Lons rugby féminin \| Localisation des clubs engagés dans la poule (hors Occitanie). |
| AS Bayonne Lons rugby féminin                                                                      |

| \| AS Béziers Blagnac rugby Castres olympique UA Gaillac Pays Sud Toulousain fémina rugby Toulouse Cheminots Marengo Stade toulousain Lons \| Localisation des clubs engagés dans la poule (en Occitanie). |
| AS Béziers Blagnac rugby Castres olympique UA Gaillac Pays Sud Toulousain fémina rugby Toulouse Cheminots Marengo Stade toulousain Lons                                                                    |

| Ville(s)     | Club                                               | Saison 2019-2020 |
| ------------ | -------------------------------------------------- | ---------------- |
| Bayonne      | AS Bayonne (équipe réserve)                        | 4e, poule 4      |
| Béziers      | AS Béziers Hérault                                 | 4e, poule 3      |
| Blagnac      | Blagnac rugby féminin (équipe réserve)             | 1er, poule 3     |
| Castres      | Castres olympique                                  | 3e, poule 3      |
| Le Fousseret | Pays Sud Toulousain Femina rugby                   | 7e, poule 3      |
| Gaillac      | Union athlétique gaillacoise                       | 6e, poule 3      |
| Lons         | Lons rugby féminin Béarn Pyrénées (équipe réserve) | Fédérale 2       |
| Toulouse     | Toulouse Cheminots Marengo Sports                  | 2e, poule 3      |
| Toulouse     | Stade toulousain (équipe réserve)                  | 6e (Élite 2)     |

- : Qualifiés pour les phases finales
- : Promu en Élite 2 2021-2022
- : Relégué en 2e division fédérale 2021-2022

Classement
1. - AS Bayonne (équipe réserve)
2. - AS Béziers Hérault
3. - Blagnac rugby féminin (équipe réserve)
4. - Castres olympique
5. - Pays Sud Toulousain Femina rugby
6. - Union athlétique gaillacoise
7. - Lons rugby féminin (équipe réserve)
8. - Toulouse Cheminots Marengo Sports
9. - Stade toulousain (équipe réserve)

### Poule 4
| \| Breizh Barians Stade bordelais CA Brive Évreux Athletic Club Liger Hyènes Gien US Joué CA Périgueux Stade rennais ASM Romagnat \| Localisation des clubs engagés dans la poule. |
| Breizh Barians Stade bordelais CA Brive Évreux Athletic Club Liger Hyènes Gien US Joué CA Périgueux Stade rennais ASM Romagnat                                                     |

| Ville(s)           | Club                                      | Saison 2019-2020 |
| ------------------ | ----------------------------------------- | ---------------- |
| Auray              | Breizh Barians                            | Fédérale 2       |
| Bordeaux           | Stade bordelais (équipe réserve)          | 5e, poule 4      |
| Brive-la-Gaillarde | CA Brive                                  | 6e, poule 4      |
| Évreux             | Évreux Athletic Club                      | 9e, poule 1      |
| Gien               | Rassemblement Liger Hyènes RC Gien Briare | Fédérale 2       |
| Joué-lès-Tours     | US Joué                                   | 5e, poule 1      |
| Périgueux          | CA périgourdin                            | 7e, poule 4      |
| Rennes             | Stade rennais rugby (équipe réserve)      | 4e, poule 1      |
| Romagnat           | ASM Romagnat (équipe réserve)             | 3e, poule 4      |

- : Qualifiés pour les phases finales
- : Promu en Élite 2 2021-2022
- : Relégué en 2e division fédérale 2021-2022

Classement
1. - Breizh Barians
2. - Stade bordelais (équipe réserve)
3. - CA Brive
4. - Évreux Athletic Club
5. - Rassemblement Liger Hyènes Gien
6. - US Joué
7. - CA périgourdin
8. - Stade rennais rugby (équipe réserve)
9. - ASM Romagnat (équipe réserve)

## Phases finales

### Championnat de France
|  | Quarts de finale | Quarts de finale |  |  | Demi-finales | Demi-finales |  |  | Finale   | Finale   |
|  | Quarts de finale | Quarts de finale |  |  | Demi-finales | Demi-finales |  |  | Finale   | Finale   |
|  |                  |                  |  |  |              |              |  |  |          |          |
|  | mai 2021         | mai 2021         |  |  | mai 2021     | mai 2021     |  |  | mai 2021 | mai 2021 |
|  | mai 2021         | mai 2021         |  |  | mai 2021     | mai 2021     |  |  | mai 2021 | mai 2021 |
|  |                  |                  |  |  | mai 2021     | mai 2021     |  |  | mai 2021 | mai 2021 |
|  |                  |                  |  |  | mai 2021     | mai 2021     |  |  | mai 2021 | mai 2021 |
|  |                  |                  |  |  | mai 2021     | mai 2021     |  |  | mai 2021 | mai 2021 |
|  |                  |                  |  |  |              |              |  |  | mai 2021 | mai 2021 |
|  | mai 2021         |                  |  |  |              |              |  |  | mai 2021 | mai 2021 |
|  |                  |                  |  |  |              |              |  |  | mai 2021 | mai 2021 |
|  |                  |                  |  |  |              |              |  |  | mai 2021 | mai 2021 |
|  |                  |                  |  |  |              |              |  |  | mai 2021 | mai 2021 |
|  |                  |                  |  |  |              |              |  |  | mai 2021 | mai 2021 |
|  |                  |                  |  |  |              |              |  |  |          |          |
|  | mai 2021         |                  |  |  |              |              |  |  |          |          |
|  |                  |                  |  |  |              |              |  |  |          |          |
|  |                  |                  |  |  |              |              |  |  |          |          |
|  | mai 2021         |                  |  |  |              |              |  |  |          |          |
|  |                  |                  |  |  |              |              |  |  |          |          |
|  |                  |                  |  |  |              |              |  |  |          |          |
|  | mai 2021         |                  |  |  |              |              |  |  |          |          |
|  |                  |                  |  |  |              |              |  |  |          |          |
|  |                  |                  |  |  |              |              |  |  |          |          |
|  |                  |                  |  |  |              |              |  |  |          |          |
|  |                  |                  |  |  |              |              |  |  |          |          |
|  |                  |                  |  |  |              |              |  |  |          |          |

### Challenge fédéral des équipes «réserve»
|  | Quarts de finale | Quarts de finale |  |  | Demi-finales | Demi-finales |  |  | Finale   | Finale   |
|  | Quarts de finale | Quarts de finale |  |  | Demi-finales | Demi-finales |  |  | Finale   | Finale   |
|  |                  |                  |  |  |              |              |  |  |          |          |
|  | mai 2021         | mai 2021         |  |  | mai 2021     | mai 2021     |  |  | mai 2021 | mai 2021 |
|  | mai 2021         | mai 2021         |  |  | mai 2021     | mai 2021     |  |  | mai 2021 | mai 2021 |
|  |                  |                  |  |  | mai 2021     | mai 2021     |  |  | mai 2021 | mai 2021 |
|  |                  |                  |  |  | mai 2021     | mai 2021     |  |  | mai 2021 | mai 2021 |
|  |                  |                  |  |  | mai 2021     | mai 2021     |  |  | mai 2021 | mai 2021 |
|  |                  |                  |  |  |              |              |  |  | mai 2021 | mai 2021 |
|  | mai 2021         |                  |  |  |              |              |  |  | mai 2021 | mai 2021 |
|  |                  |                  |  |  |              |              |  |  | mai 2021 | mai 2021 |
|  |                  |                  |  |  |              |              |  |  | mai 2021 | mai 2021 |
|  |                  |                  |  |  |              |              |  |  | mai 2021 | mai 2021 |
|  |                  |                  |  |  |              |              |  |  | mai 2021 | mai 2021 |
|  |                  |                  |  |  |              |              |  |  |          |          |
|  | mai 2021         |                  |  |  |              |              |  |  |          |          |
|  |                  |                  |  |  |              |              |  |  |          |          |
|  |                  |                  |  |  |              |              |  |  |          |          |
|  | mai 2021         |                  |  |  |              |              |  |  |          |          |
|  |                  |                  |  |  |              |              |  |  |          |          |
|  |                  |                  |  |  |              |              |  |  |          |          |
|  | mai 2021         |                  |  |  |              |              |  |  |          |          |
|  |                  |                  |  |  |              |              |  |  |          |          |
|  |                  |                  |  |  |              |              |  |  |          |          |
|  |                  |                  |  |  |              |              |  |  |          |          |
|  |                  |                  |  |  |              |              |  |  |          |          |
|  |                  |                  |  |  |              |              |  |  |          |          |